# Île Troukhaniv
L'île Trukhaniv est une île ukrainienne située sur le Dniepr à Kiev, la capitale du pays.

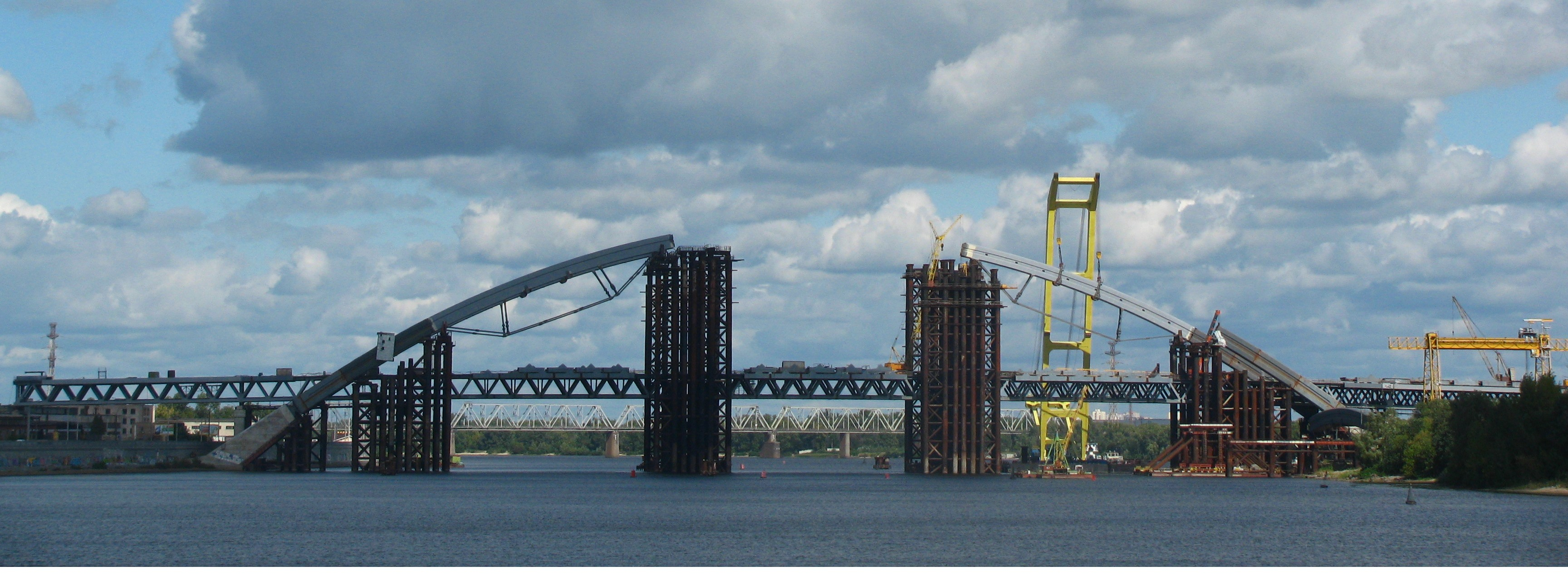
Pont de Podil (métro et route) en construction, reliant la péninsule de Rybalskyi à l'île Trukhaniv.